# Милан Матов
Милан Апостолов Матов (Струга, Османско царство; 8. новембар 1875 — Софија, Бугарска, 21. мај 1962) је био комитски војвода и један од истакнутих чланова ВМРО. Заједно са Петром Чаулевим је организовао Охридско-дебарски устанак.

## Образовање и професионална каријера
Крајем 19. века су православни хришћани у Македонији били подвргнути бугаризацији због тога што је Османско царство крајем 18. века забранило деловање Пећке патријаршије и хришћане у Македонији ставило у надлежност прво Цариградске патријаршије а затим Бугарске егзархије крајем 19. века. Милан Матов је рођен 8. новембра 1875. у Струги као последње једанаесто дете од оца Апостола и мајке Петре. Пошто се школовао у школи (Бугарска мушка класична гимназија) коју је 1889. године основала Бугарска егзархија у Битољу, и током школовања је бугаризован а затим се у оквиру организације ВМРО се борио за остваривање бугарских интереса у Македонији. И његов рођени брат Христо Матов, са којим је био веома близак, је бугаризован због надлежности Бугарске егзархије над православним становништвом Македоније као и током похађања школе (Солунска бугарска мушка гимназија) коју је Бугарска егзархија основала 1880. године у Солуну.
У периоду 1904—1905. година је био учитељ у Струги, а у периоду 1909—1911. године школски инспектор.

## Активности у ВМРО
Од 1906. године је водио Битољски револуционарни округ, а у септембру 1913. године је био један од вођа Охридско-дебарског устанка.